# Kirchberg ob der Donau

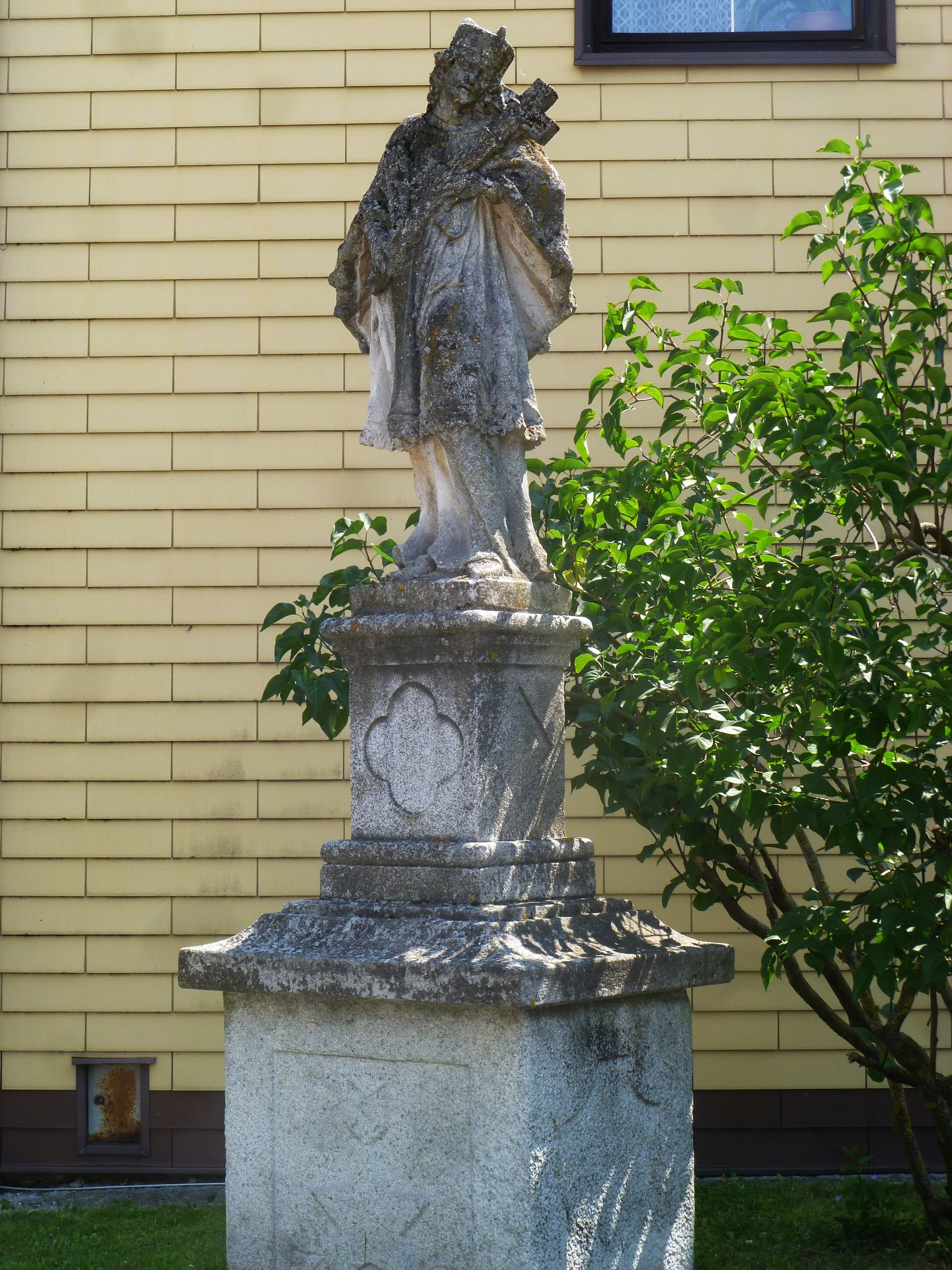
Nepomukstatue

Kirchberg ob der Donau ist eine Gemeinde in Oberösterreich im Bezirk Rohrbach im oberen Mühlviertel mit 1070 Einwohnern (Stand 1. Jänner 2024).
Die Gemeinde liegt im Gerichtsbezirk Rohrbach.

## Geographie
Kirchberg ob der Donau liegt auf einer Höhe von 591 m ü. A. im Süden des Bezirks Rohrbach im oberen Mühlviertel. Bezogen auf die naturschutzfachliche Raumgliederung gehört der Großteil des Gemeindegebiets zur Raumeinheit Zentralmühlviertler Hochland, die westlichen, südlichen und östlichen Randgebiete liegen hingegen in der Raumeinheit Donauschlucht und Nebentäler. Die Ausdehnung beträgt von Nord nach Süd 6,7 km, von West nach Ost rund 5,2 km, die Gesamtfläche umfasst 21,27 km². Kirchberg ob der Donau liegt damit im oberen Mittelfeld der Gemeinden des Bezirks. Mit 50 Einwohnern pro km² lag die Gemeinde 2013 wiederum im unteren Drittel der Gemeinden des Bezirks. Das Gemeindegebiet erstreckt sich über eine Seehöhe zwischen 280 m ü. A. an der Donau und 610 m ü. A. bei der Ortschaft Kirchberg. 2001 waren 40,7 Prozent der Gemeindefläche bewaldet, 46,7 Prozent der Fläche wurden landwirtschaftlich genutzt. Im Vergleich mit dem Bundesland Oberösterreich ist Kirchberg ob der Donau damit durchschnittlich bewaldet (Oberösterreich: 38,3 Prozent) bzw. von landwirtschaftlicher Nutzfläche (Oberösterreich: 49,3 Prozent) bedeckt. Der Anteil sonstiger Nutzungen (Bauflächen, Gärten, Gewässer und anderes) liegt mit 12,6 Prozent ebenfalls im Oberösterreichischen Durchschnitt von 13,8 Prozent, wobei alleine auf Gewässer rund 7 Prozent der Gemeindefläche entfallen. Nachbargemeinden sind Altenfelden im Norden, Kleinzell im Mühlkreis im Nordosten und St. Martin im Mühlkreis im Osten. Im Südwesten und Südosten grenzt Kirchberg ob der Donau entlang der Donau an den Bezirk Eferding, wobei hier Aschach an der Donau im Südosten, Hartkirchen im Süden und Haibach ob der Donau im Südwesten die Nachbargemeinden darstellen.

### Geologie und Böden
Die Landschaft des Gemeindegebietes ist ein Teil der Böhmischen Masse die auf ein sehr altes Gebirge zurückgeht, das durch die Variszische Gebirgsbildung im Paläozoikum (Karbon) entstand. Nach der starken Erodierung des ehemaligen Hochgebirges kam es während der Alpidischen Gebirgsbildung im Tertiär zur Aufhebung des kristallinen Grundgebirges um mehrere 100 Meter, wodurch Brüchen und Störungen entstanden. In weiterer Folge kam es im Tertiär und Quartär zur Ablagerung von Sedimenten. Vorherrschende Gesteine im Gemeindegebiet sind Migmatitgneis, Perlgneis und Grobkörniger Gneis. Die Landschaft selbst weist flache Mittelgebirgsformen sowie Steilhängen zum Donautal hin auf. Im Gemeindegebiet dominieren Böden der Braunerde-Podsolreihe aus Kristallin vor. In tiefen Lagen wie dem Donautal sowie auf nährstoffreicherem Granit und Gneis besteht Braunerde.

### Landschaft und Vegetation
Das Gemeindegebiet von Kirchberg kann landschaftlich in drei Teile gegliedert werden. Im Nordwesten befindet sich ein leicht reliefiertes, gut strukturiertes Hochplateau mit dem Hauptsiedlungsraum und dem Hauptort Kirchberg. Es bestehen hier klein- bis großflächige Waldgebiete, wobei großflächige Waldgebiete meist Fichtenforste darstellen und kleinflächige Wälder oft mit Laub- oder Laub-Nadelmischwald bestockt sind. Die Landwirtschaft wird großteils intensiv betrieben, wobei ein hoher Anteil an Grünland besteht und nur wenige extensive Wiesen vorhanden sind. Mit den zwei größten Ortschaften Kirchdorf und Seibersdorf stellt das Teilgebiet den Hauptsiedlungsraum dar, als Strukturelemente bestehen zahlreiche Obstbaumwiesen vereinzelt markante, allein stehende Obstbäume, gelegentlich sowie vereinzelt Gehölzgruppen oder Kleinstwaldflächen. Der Süden und Nordosten der Gemeinde ist ebenfalls ein leicht reliefiertes Hochplateau, jedoch nur noch mäßig strukturiertes und intensiv für die Landwirtschaft genutzt. Neben dem großteils intensiv genutzten Grün- und Ackerland mit einem hohen Anteil an Grünland bestehen nur selten extensive Wiesen. Jedoch bestehen einige großflächige mesophile Fettwiesen im Bereich von Witzersdorf. Wald ist nur kleinflächig vorhanden. Als Strukturelemente finden sich hier häufig Obstbaumwiesen, vereinzelt markante, allein stehende Obstbäume sowie selten Hecken oder Gehölzgruppen. Die West-, Süd- und Ostgrenze sowie Teilbereich im südlichen Gemeindegebiet entfallen auf die dicht bewaldete Donauschlucht und ihre Nebentäler. Die großflächigen Wälder stellen oft naturnahe Hangwälder da, wobei sich reine Laubwälder und Laub-Nadelmischwälder meist an den unteren Hangbereichen befinden. Zudem kommen auch Fichtenforste, insbesondere an den oberen Bereichen der Hänge vor. Das Gebiet ist als Natura-2000-Gebiet und Vogelschutzgebiet ausgewiesen.

### Gemeindegliederung
Das Gemeindegebiet umfasst folgende Ortschaften (in Klammern Einwohnerzahl Stand 1. Jänner 2024):
- Dorf (34)
- Ebersdorf (48)
- Exlau (11)
- Grub (38)
- Gumpesberg (28)
- Haiden (33)
- Kirchberg ob der Donau (387)
- Mayrhof (67)
- Obermühl an der Donau (89)
- Partenstein (6)
- Point (29)
- Seibersdorf (114)
- Stieberberg (46)
- Windhag (14)
- Winzberg (36)
- Witzersdorf (34)
- Wölfling (35)
- Wolkersdorf (21)

## Geschichte
Ursprünglich im Ostteil des Herzogtums Bayern liegend, gehörte der Ort seit dem 12. Jahrhundert zum Herzogtum Österreich. Seit 1490 wird er dem Fürstentum Österreich ob der Enns zugerechnet.
Während der Napoleonischen Kriege war der Ort mehrfach besetzt.
Seit 1918 gehört der Ort zum Bundesland Oberösterreich. Nach dem so genannten Anschluss Österreichs an das Deutsche Reich am 13. März 1938 gehörte Kirchberg zum Gau Oberdonau. Nach 1945 erfolgte die Wiederherstellung Oberösterreichs.
An das ehemalige Wasserschloss Grub erinnert nur noch ein Teichrest beim Haus Grub Nr. 11.
Im Herbst 2024 führte ein Doppelmord im Jagdmilieu, dem der amtierende Bürgermeister von Kirchberg und der ehemalige Polizeichef von Arnreit zum Opfer fielen, zu tagelangen Einschränkungen des täglichen Lebens in Kirchberg. Der flüchtige Mörder, nach dem mit großem Aufwand von der Polizei gefahndet wurde und vor dem mehr als 50 ebenfalls bedrohte Jäger und Einwohner geschützt werden mussten, wurde schließlich tot im Wald aufgefunden.

## Bevölkerung
2013 lebten in der Gemeinde Kirchberg 1.058 Menschen, womit Kirchberg im unteren Drittel der Gemeinde des Bezirks lag. Ende 2001 waren 96,6 Prozent der Bevölkerung österreichische Staatsbürger (Oberösterreich 92,8 Prozent, Bezirk Rohrbach 96,9 Prozent), bis zum Jahresbeginn 2013 hatte sich der Wert mit 98,2 Prozent (Oberösterreich 91,1 Prozent, Bezirk Rohrbach 96,9 Prozent) kaum verändert. Insgesamt wurden 2013 in der Gemeinde nur 19 Ausländer gezählt, die fast ausschließlich aus den EU-Ländern stammten. Insgesamt 29 hatten 2013 ein ausländisches Geburtsland. Zur römisch-katholischen Kirche bekannten sich 2001 95,9 Prozent der Einwohner (Oberösterreich: 79,4 Prozent), 0,5 Prozent waren evangelisch, 1,4 Prozent islamisch und 1,5 Prozent ohne Bekenntnis.
Der Altersdurchschnitt der Gemeindebevölkerung lag 2001 unter dem Landesdurchschnitt. 20,1 Prozent der Einwohner von Kirchberg waren jünger als 15 Jahre (Oberösterreich: 18,8 Prozent), 60,3 Prozent zwischen 15 und 59 Jahre alt (Oberösterreich: 61,6 Prozent). Der Anteil der Einwohner über 59 Jahre lag mit 19,6 Prozent unter dem Landesdurchschnitt von 20,2 Prozent. Der Altersdurchschnitt der Bevölkerung von Kirchberg veränderte sich in der Folge in allen Segment stark. Der Anteil der unter 15-Jährigen sank per 1. Jänner 2013 auf 16,6 Prozent, während sich der Anteil der Menschen zwischen 15 und 59 Jahren auf 68,5 Prozent deutlich erhöhte. Der Anteil der über 59-Jährigen sank hingegen auf 14,8 Prozent.

## Bevölkerungsentwicklung
Die Gemeinde Kirchberg ob der Donau verzeichnete seit dem späten 19. Jahrhundert einen Bevölkerungsrückgang von 10 Prozent, wobei die Bevölkerungsentwicklung leicht unter dem Bezirksschnitt und weit unter jenem des Landes Oberösterreichs lag. Die Einwohnerzahl der Gemeinde bewegte sich dabei in einem relativ engen Band zwischen rund 1.050 und 1.300 Einwohnern. Zunächst stieg die Einwohnerzahl zwischen 1869 und 1890 leicht an, wobei 1890 mit 1.290 Einwohnern der bisherige Höchststand verzeichnet wurde, danach pendelte die die Einwohnerzahl leicht nach unten bzw. nach oben, wobei 1961 mit 1.047 der bisherig niedrigste Stand gemessen wurde. Prägend für die Einwohnerentwicklung der letzten Jahrzehnte war eine positive Geburtenbilanz und eine negative Wanderungsbilanz, wobei sich der Geburtenüberschuss und die Abwanderung zwischen 1971 und 2001 die Waage hielt. Ein geringer ausgefallener Geburtenüberschuss und eine wachsende Abwanderung sorgten jedoch seit der Jahrtausendwende für einen Bevölkerungsrückgang.

## Kultur und Sehenswürdigkeiten

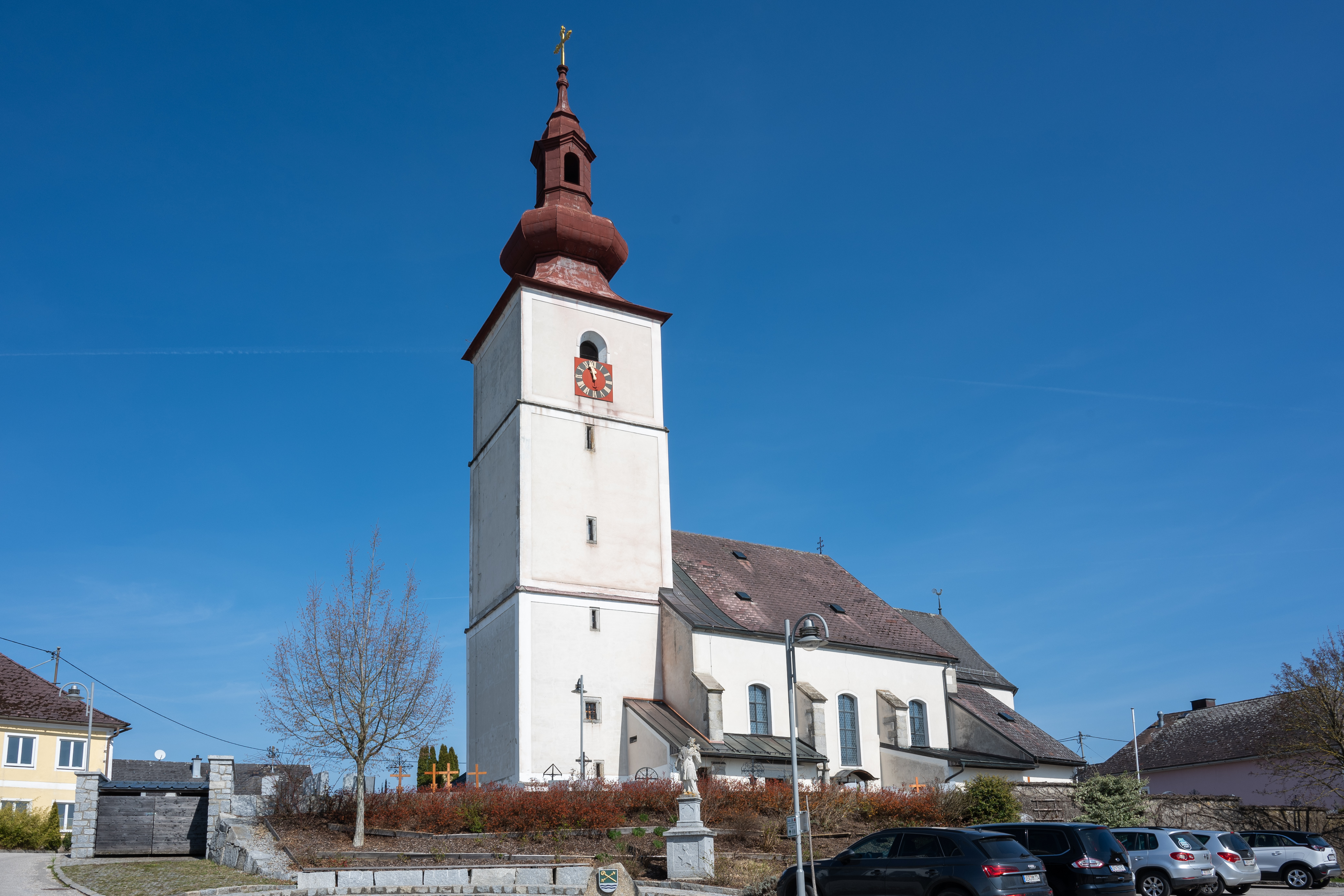
Pfarrkirche Kirchberg ob der Donau

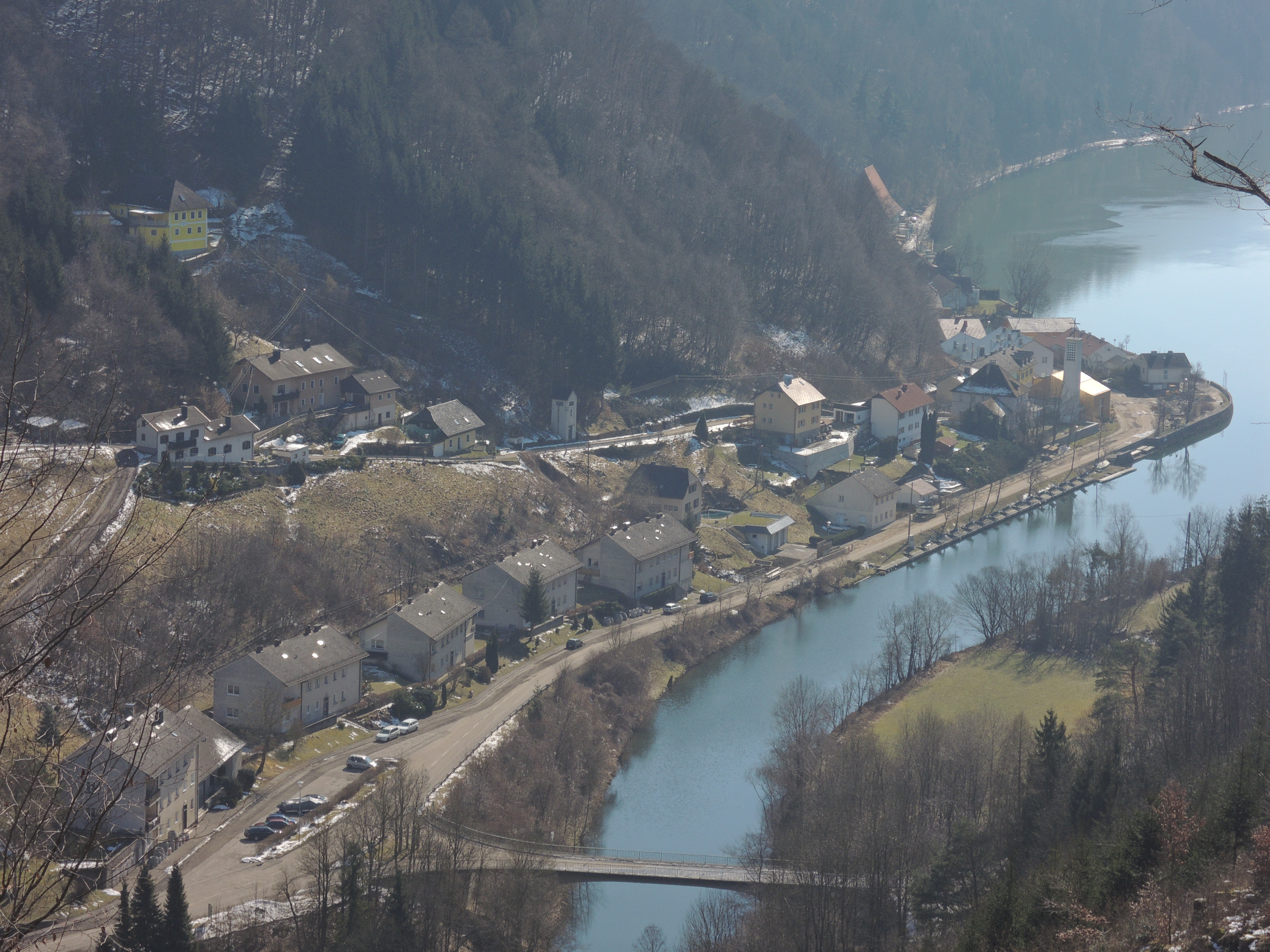
Pfarrkirche Obermühl in Obermühl an der Donau

- Burgstall Kirchberg ob der Donau: Der Burgstall ist mit seinen 613 m die höchste Erhebung zwischen Ursprung und Mündung der Donau.
- Aussichtsturm Donau am Berg
- Katholische Pfarrkirche Kirchberg ob der Donau hl. Othmar
- Katholische Pfarrkirche Obermühl Mariä Geburt

### Regelmäßige Veranstaltungen
- Burgstallfest: Jedes Jahr gibt es das sogenannte Burgstallfest.

## Politik

### Gemeinderat
Der Gemeinderat als oberstes Gremium der Gemeinde umfasst 19 Sitze und wird alle sechs Jahre im Zuge oberösterreichweiter Gemeinderatswahlen gewählt. Der Gemeindevorstand setzt sich aus fünf Mitgliedern zusammen, wobei die Österreichische Volkspartei (ÖVP) nach der Gemeinderatswahl 2009 mit dem Bürgermeister, dem Vizebürgermeister und zwei weiteren Mitglieder im Gemeindevorstand vertreten ist, die Sozialdemokratische Partei Österreichs (SPÖ) entsendet ein Mitglied in den Gemeindevorstand.
Stärkste Fraktion im Gemeinderat von Kirchberg ob der Donau ist seit jeher die ÖVP, die in der Zeit seit 1945 immer die absolute Stimmen- und Mandatsmehrheit erzielte. 1994 erreichte die ÖVP mit 68,6 Prozent ihr bisher bestes Ergebnis, ihr schlechtestes Ergebnis verzeichnete sie 1967 mit 58,0 Prozent. Zweitstärkste Partei im Gemeinderat von Kirchberg war seit 1945 immer die SPÖ. Sie kam seit 1945 auf Ergebnisse zwischen 22,2 und 42,0 Prozent. Ihr bisher bestes Ergebnis konnte die SPÖ 1967 für sich verbuchen, ihr schlechtestes hatte sie 2009. Die Freiheitliche Partei Österreichs (FPÖ) schaffte, nachdem sie seit 1979 immer gescheitert war, 1991 erstmals den Einzug in den Gemeinderat. Die FPÖ kam zwischen 1991 und 2009 auf 4,4 bis 12,1 Prozent, wobei sie durch ihr schwaches Abschneiden 2003 kurzfristig aus dem Gemeinderat ausschied. Bei der letzten Gemeinderatswahl 2009 kam die ÖVP auf 67,9 Prozent bzw. 9 Mandate. Die SPÖ erzielte mit 21,5 Prozent ihr bisher drittbestes Ergebnis sowie drei Mandate, die FPÖ kam mit ihrem bisher besten Ergebnis von 10,6 Prozent auf ein Mandat.
Bei den Gemeinderatswahlen 2021 kam die ÖVP auf 9 Mandate, die SPÖ auf 4; die FPÖ war nicht mehr im Gemeinderat vertreten.

### Bürgermeister
Der Bürgermeister wird seit 1997 in einer Direktwahl bestimmt, wobei es bei keiner absoluten Mehrheit für einen Kandidaten zu einer Stichwahl kommt. Die erste Direktwahl konnte der seit 1991 amtierende Bürgermeister Heinrich Pusch (ÖVP) mit 78,7 Prozent im ersten Wahlgang für sich entscheiden. 2003 erreichte er ein Ergebnis von 72,2 Prozent. Pusch wurde 2008 von Franz Hofer (ÖVP) abgelöst, der 2009 mit 79,6 Prozent von der Bevölkerung im Amt bestätigt wurde. Bei allen drei bisherigen Bürgermeisterdirektwahlen kandidierte nur ein Kandidat der SPÖ gegen den ÖVP-Kandidaten, wobei die SPÖ-Kandidaten zwischen 20,4 und 27,8 Prozent erreichten.
Franz Hofer wurde am 28. Oktober 2024 erschossen.
Bürgermeister seit 1850
| Amtszeit  | Name              | Amtszeit    | Name                   |
| --------- | ----------------- | ----------- | ---------------------- |
| 1850–1861 | Joseph Ortner     | 1912–1916   | Leopold Zeller         |
| 1861–1864 | Anton Jungwirth   | 1916–1919   | Johann Bräuer          |
| 1864–1867 | Josef Kastner     | 1919–1924   | Leopold Angerer        |
| 1867–1873 | Anton Jungwirth   | 1924–1938   | Mathias Reumüller      |
| 1873–1876 | Josef Heiss       | 1938–1939   | Franz Höglinger        |
| 1876–1879 | Jakob Arnreither  | 1939–1940   | Johann Wolfsteiner     |
| 1879–1882 | Clemens Ortner    | 1940–1945   | Franz Seyrl            |
| 1882–1885 | Josef Heiss       | 1945–1946   | Matthias Reumüller     |
| 1885–1891 | Jakob Wolfsteiner | 1946–1961   | Rudolf Schlagnitweit   |
| 1891–1894 | Johann Gahleitner | 1961–1991   | Franz Hofer            |
| 1894–1900 | Josef Schönhuber  | 1991–2008   | Heinrich Pusch         |
| 1900–1912 | Leopold Zeller    | 2008–2024 † | Franz Hofer            |
| 1912      | Leopold Angerer   | seit 2025   | Stefan Reisinger (ÖVP) |

### Wappen
Der Entwurf des Gemeindewappens von Rudolf Zeman aus Kirchdorf an der Krems wurde vom Gemeinderat von Kirchberg ob der Donau ebenso wie die Gemeindefarben am 29. Mai 1980 genehmigt. In der Folge wurde der Gemeinde das Wappen durch Beschluss der oberösterreichischen Landesregierung vom 14. Juli 1980 verliehen und die Gemeindefarben genehmigt. Die Blasonierung lautet: Erniedrigt geteilt; oben in Grün schräggekreuzt ein goldener Krummstab und ein goldener Streitkolben mit zwei Köpfen, unten in Silber zwei blaue Wellenleisten. Die Gemeindefarben wurden mit Grün-Gelb-Blau festgelegt. Der Krummstab im Gemeindewappen steht für den Heiligen Otmar, dem die Pfarrkirche von Kirchberg geweiht ist. Der mit dem Krummstab gekreuzte Streitkolben bezieht sich wiederum auf das im 12./13. Jahrhundert hier sesshafte Geschlecht der Kirchberger. Der untere Teil des Gemeindewappens symbolisiert mit seinen Wellen die Lage der Gemeinde an der Donau und der Großen Mühl, die im Westen und Süden bzw. Osten die Gemeindegrenze bilden.

## Persönlichkeiten
- Eduard Haiberger (1887–1945), Zisterzienser und Gegner des Nationalsozialismus
- Hans Mayrhofer (1876–1949), Politiker, Abgeordneter zum Landtag und Abgeordneter zum Nationalrat
- Rudolf Zalto[16] (1930 bis 2006), Gastwirt, Fleischhauer und langjähriger, mehrfach ausgezeichneter Kapellmeister und Kirchenchorleiter
- Joachim Rathke (* 1962), Schauspieler, Regisseur und Hochschullehrer